# Canton Township (Michigan)
Pour les articles homonymes, voir Canton Township (homonymie).
Canton Charter Township (ou simplement Canton) est un township (canton) située dans l’État américain du Michigan. C'est une banlieue de Détroit. En 2010, sa population est de 90 173 habitants.

## Démographie
| Groupe            | Canton | Michigan | États-Unis |
| ----------------- | ------ | -------- | ---------- |
| Blancs            | 72,2   | 79,0     | 72,4       |
| Asiatiques        | 14,1   | 2,4      | 4,8        |
| Afro-Américains   | 10,2   | 14,2     | 12,6       |
| Métis             | 2,5    | 2,3      | 2,9        |
| Autres            | 0,7    | 1,5      | 6,4        |
| Amérindiens       | 0,2    | 0,6      | 0,9        |
| Total             | 100    | 100      | 100        |
|                   |        |          |            |
| Latino-Américains | 3,1    | 4,4      | 16,7       |